# باشگاه بسکتبال پمینا اصفهان
باشگاه بسکتبال پمینا یک باشگاه بسکتبال ایرانی است که در شهر اصفهان قرار دارد. این تیم هم‌اکنون در لیگ برتر بسکتبال حضور دارد.
اسپانسر و حامی این تیم برند پمینا یکی از محصولات شرکت کاله است.